# Myōgi-Arafune-Saku-Kōgen-Quasi-Nationalpark
Der Myōgi-Arafune-Saku-Kōgen-Quasi-Nationalpark (japanisch 鳥海国定公園, Chōkai kokutei kōen) ist einer von mehr als 50 Quasi-Nationalparks in Japan. Der am 10. April 1969 gegründete Park erstreckt sich an der Grenze der beiden Präfekturen Gunma und Nagano über eine Fläche von ca. 130 km². Beide Präfekturen sind für die Verwaltung des Quasi-Nationalparks zuständig. Namensgebend für den Park sind die beiden Berge Myōgi (1.104 m) und Arafune (1.423 m). Mit der IUCN-Kategorie V ist das Parkgebiet als Geschützte Landschaft/Geschütztes Marines Gebiet klassifiziert.